# Цылов, Николай Иванович
Николай Иванович Цылов (27 ноября 1799 — 27 июня [9 июля] 1879, Санкт-Петербург) — генерал-майор, Виленский городской голова.

## Биография
Родился в 1799 году (в некоторых источниках ошибочно указан 1801 год). Образование получил в 1-м кадетском корпусе, из которого 25 августа 1817 года выпущен прапорщиком в полевую пешую артиллерию на Кавказ.
В июне 1818 года принимал участие в строительстве крепости Грозной.
В кампании 1818 года сражался с горцами за Кубанью и за отличие был награждён орденом св. Анны 4-й степени.
По возвращении с Кавказа служил в 19-й артиллерийской бригаде, в 1849 году был произведён в подполковники и в 1854 году — в полковники, генерал-майор с 31 августа 1863 года.
С 1867 года состоял при Министерстве внутренних дел, в 1868 году назначен на должность Виленского городского головы. В этом качестве принимал активное участие в следственных мероприятиях касательно Польского восстания 1863—1864 годов, о чем оставил подробный дневник. В нём Николай Иванович подробно описал свой быт во время нахождения в Вильно, деятельность военно-следственной комиссии по политическим делам. А также упомянул о выполнении смертных приговоров над такими участниками восстания 1863—1864 гадов как Сигмунт Сераковский, Болеслав Колышко и др.
С 1870 года вновь был назначен состоять при Министерстве внутренних дел с отчислением в распоряжение генерал-губернатора Северо-Западного края. В 1878 году прикомандирован к Главному артиллерийскому управлению.
Скончался 27 июня (9 июля) 1879 года в Санкт-Петербурге, похоронен на кладбище Воскресенского Новодевичьего монастыря.
Цылов был известен своими картами и атласами Санкт-Петербурга, а также справочными книжками, он состоял членом Русского географического общества.
Среди прочих наград он имел ордена:
- Орден Святого Георгия 4-й степени (26 ноября 1851 года, за беспорочную выслугу 25 лет в офицерских чинах, № 8726 по кавалерскому списку Григоровича — Степанова),
- Орден Святого Владимира 3-й степени (1858 год),
- Орден Святого Станислава 1-й степени (1864 год),
- Орден Святой Анны 1-й степени (1867 год, императорская корона к этому ордену пожалована в 1870 году).

## Избранные сочинения Цылова
- Алфавитный указатель к отысканию полицейских узаконений. СПб., 1847
- Арифметика, составленная для руководства кандидатов Артиллерийского училища. СПб., 1838
- Атлас города Царского Села. СПб., 1858
- Атлас тринадцати частей Санкт-Петербурга. СПб., 1849
- Городской указатель, или Адресная книга врачей, художников, ремесленников, торговых мест, ремесленных заведений и т. п. на 1849 год. СПб., 1849 (то же на 1850 год)
- Описание улиц Санкт-Петербурга и фамилий домовладельцев к 1863 году. СПб., 1862
- Сборник Распоряжений графа Михаила Николаевича Муравьёва по усмирению польского мятежа в северо-западных губерниях 1863—1864. Вильна, 1866
- Сигизмунд Сераковский и его казнь. Из дел Виленской следственной комиссии. Вильна, 1867